# Moses Israel Fürst
Moses Israel Fürst (geboren 1617; gestorben nach 1691 in Hamburg) war ein deutsch-jüdischer Kaufmann.
Als Angehöriger einer hanseatischen Kaufmannsfamilie war er unter anderem als Bankier und Hofjude in Hamburg und Norddeutschland tätig. Sein Großvater war Chajim Fürst, sein Vater Moses Fürst. Am 14. August 1688 kaufte er gemeinsam mit seinem Geschäftspartner Michael Hinrichs (in der Literatur auch Michel Henrichs oder Michel Henricus genannt) aus Glückstadt das Tabakmonopol in Mecklenburg-Schwerin auf, das er bis 1692 innehatte.
Dieses Privileg erwarb er auf Empfehlung von Abraham Hagen, dessen Verwandte Michael Hinrichsen und Moses Israel Fürst waren. Am 16. November 1692 bestätigte Herzog Friedrich Wilhelm I dieses Privileg.
Zu seinem erweiterten Familienkreis zählte über die Familie Goldschmidt die bekannte Kauffrau Glikl bas Judah Leib, die als Modell der emanzipierten jüdischen Frau des 17. Jahrhunderts Eingang in die Geschichte fand.
Das Sterbedatum von Moses Israel Fürst ist derzeit nicht exakt belegt. Einige Quellen geben an, dass er Ende 1692 starb, weil in dem Jahr der Kontrakt über das Tabakmonopol vom Herzog zwar verlängert wurde, aber anstelle von Moses Israel Fürst trat im Januar 1673 Bendix Goldschmidt dem Pachtvertrag mit Michael Hinrichsen bei. Diese Tatsache nehmen viele Darstellungen zum Anlass, einen Tod Moses Israel Fürsts in 1692 anzunehmen. Manche geben allerdings an, dass er lediglich aus dem Geschäftsleben ausstieg. 1692 war er bereits 75 Jahre alt und daher läge es nahe, dass er in „Rente“ ging.